# Fiscaal
Een fiscaal (ook wel fiskaal) is een rechterlijk ambtenaar die waakt over de belangen van het hoger gezag of de rechten van de fiscus. Het werd onder meer gebruikt voor een gerechtsdienaar werkzaam in een kolonie in dienst van de West-Indische Compagnie (WIC) of de Vereenigde Oostindische Compagnie (VOC). De fiscaal was een soort officier van justitie. Zijn taak was vooral het opsporen van fraude door medewerkers, maar ook van particuliere handel die ten koste ging van de handel van de Compagnie, of gebeurde met geld en goederen van de Compagnie. Tussen 1687 en 1711 bestond er ook een functie independent fiscaal. Deze viel niet onder het bestuur van de vestiging waar hij werkte, maar direct onder de Heren XVII.
Het Rijkskamergerecht kende ook een fiscaal met de rol vergelijkbaar met die van landsadvocaat en openbaar aanklager.